# Alsenz
Alsenz é um município da Alemanha, sede da associação municipal de Verbandsgemeinde Alsenz-Obermoschel, localizado no distrito de Donnersbergkreis, estado de Renânia-Palatinado.
O município situa-se às margens do rio homônimo, 15 km ao sul de Bad Kreuznach e 30 km ao norte de Kaiserslautern.